# Lovebird
"Lovebird" é uma canção da cantora britânica Leona Lewis, gravada para o seu terceiro álbum de estúdio Glassheart. Foi composta por Bonnie McKee, Joshua Coleman, Lukasz Gottwald, sendo que a sua produção esteve a cargo de Josh Abrahams, Oligee e Ammo. Após o lançamento do disco, a música entrou na tabela musical da Coreia do Sul devido às descargas digitais superiores a 4 mil. O seu lançamento como segundo single do projecto ocorreu a 16 de Novembro de 2012 em formato digital na iTunes Store através da Sony Music Entertainment.

## Faixas e formatos
A versão single de "Lovebird" contém apenas uma faixa com duração de três minutos e trinta segundos.
| Descarga digital |            |         |  |
| N.º              | Título     | Duração |  |
| 1.               | "Lovebird" | 3:30    |  |

## Desempenho nas tabelas musicais
Após o lançamento de Glassheart, a canção conseguiu atingir a 68.ª posição da tabela musical da Coreia do Sul com mais de 4 mil descargas digitais.

### Posições
| Tabela musical (2012)            | Melhor posição |
| -------------------------------- | -------------- |
| Coreia do Sul - Gaon Music Chart | 22             |

## Histórico de lançamento
| País          | Data                   | Formato          | Editora discográfica |
| ------------- | ---------------------- | ---------------- | -------------------- |
| Áustria       | 16 de Novembro de 2012 | Descarga digital | Sony Music           |
| Brasil        | 16 de Novembro de 2012 | Descarga digital | Sony Music           |
| Dinamarca     | 16 de Novembro de 2012 | Descarga digital | Sony Music           |
| Itália        | 16 de Novembro de 2012 | Descarga digital | Sony Music           |
| Países Baixos | 16 de Novembro de 2012 | Descarga digital | Sony Music           |
| Portugal      | 16 de Novembro de 2012 | Descarga digital | Sony Music           |
| Alemanha      | 7 de Dezembro de 2012  | Descarga digital | Sony Music           |
| Reino Unido   | 9 de Dezembro de 2012  | Descarga digital | Syco                 |